# Har Hilel
Har Hilel (hebrejsky: הר הלל, arabsky: جَبَل العَرُوس, Džebel al-Arus) je hora o nadmořské výšce 1071 metrů v Izraeli, v Horní Galileji.
Leží severně od vesnice Šefer na severním svahu údolí Chananija. Tvoří jižní součást masivu Har Meron. Pojmenována je podle starověkého židovského učence Hillela staršího. Arabský název jí dali místní Drúzové.